# Zweibrücken
Dos Ponts (en alemany: Zweibrücken; en francès: Deux-Ponts; en llatí: Bipontinum) és una ciutat a Renània-Palatinat, Alemanya.
Té al voltant de 35.000 habitants, per la qual cosa és la ciutat autònoma més petita de l'estat.
La ciutat compte amb un petit aeroport, i un dels majors jardins de roses de la Unió Europea.

## Història
Dos Ponts apareix per primera vegada documentat a 1170. El comtat de Zweibrücken es creà en 1182 per excisió del comtat de Sarrebruck, vassall del bisbat de Metz.
Entre 1295 i 1333, una successió separa el comtat de Dos Ponts en dues entitats autònomes: el comtat de Zweibrücken-Bitche i els comtes del Palatinat renà heretaran l'altre el 1394, formant el ducat de Palatinat-Zweibrücken.

## Geografia
Es localitza en la instància de part sud de l'Estat, prop de la frontera amb l'Estat de Sarre, ja voltant de 36 quilòmetres. en línia recta de la ciutat de Kaiserslautern (55 km per carretera).

## Agermanaments

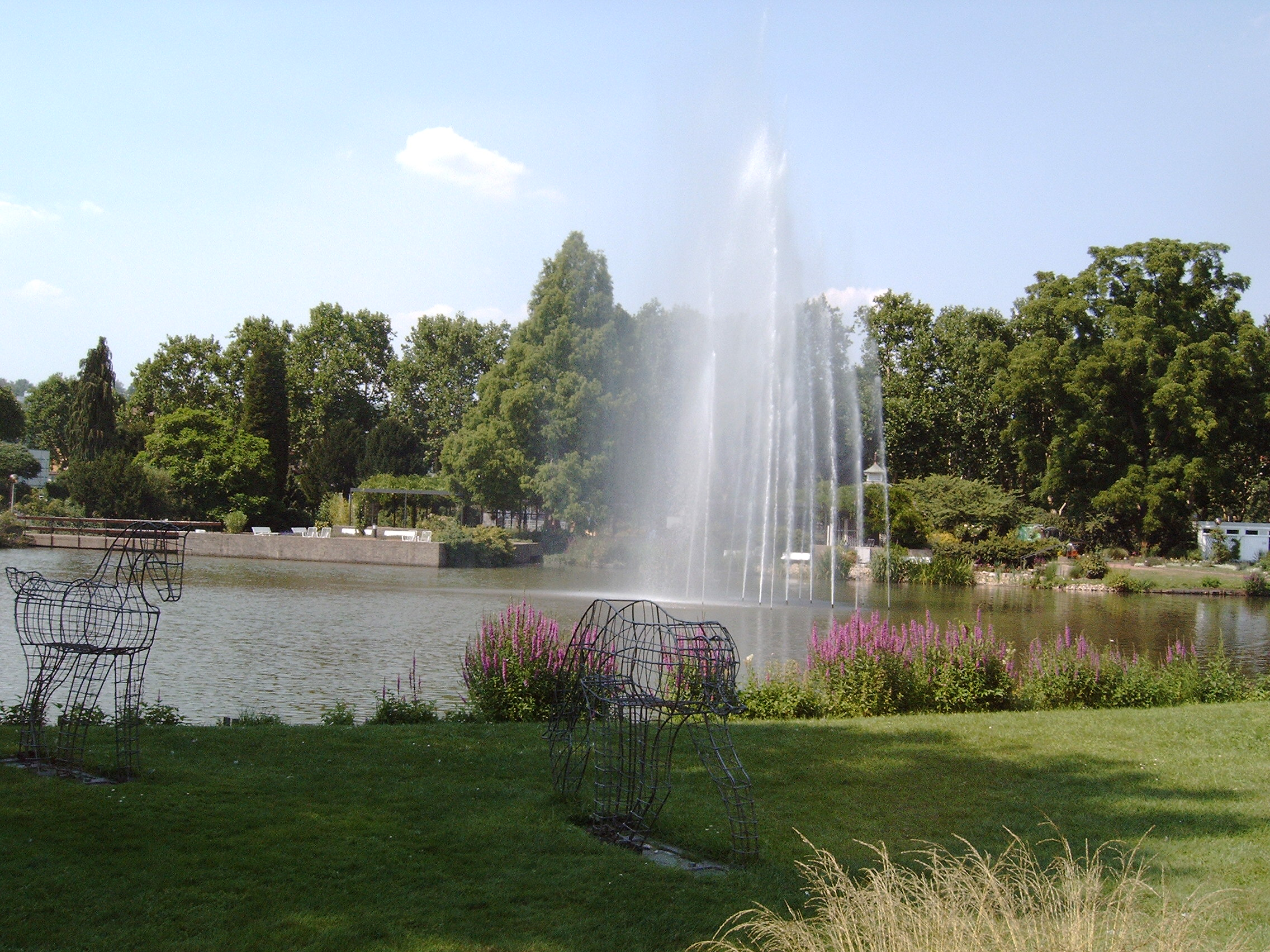
Jardí de roses

La ciutat està agermanada amb les ciutats de:
- Boulogne-sur-Mer (França), des de 1959
- Yorktown (Virgínia, Estats Units), des de 1978
- Nyakizu (Ruanda), des de 1982
- Barrie (Ontario, Canadà), des de 1996